# Grisou
Cet article concerne l'aspect historique. Pour l'aspect géologique, voir gaz de couche.

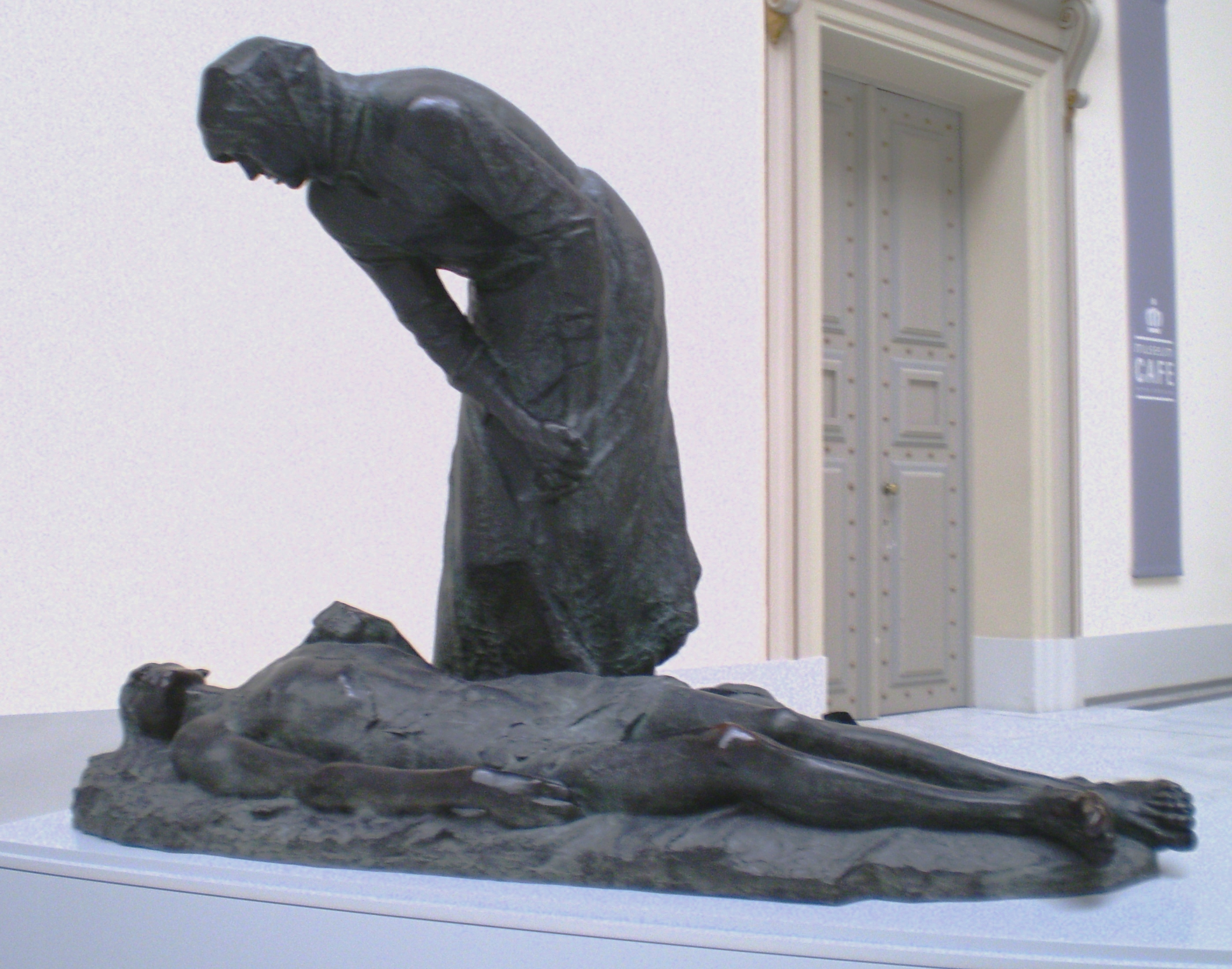
Le Grisou par Constantin Meunier.

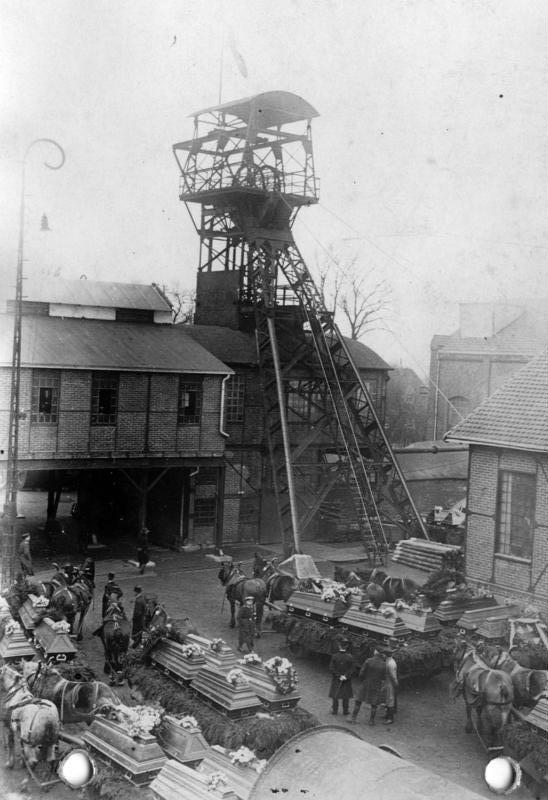
Le grisou a tué des milliers de mineurs ; ici en Allemagne à Dortmund où 130 corps ont été sortis de la mine à la suite du « coup de grisou » du 11 février 1925.

Le grisou est l'une des formes de carbone fossile. Il se distingue du gaz naturel par sa composition et sa formation. Il est composé à plus de 90 % de méthane. Ce gaz invisible et inodore se dégage des couches de charbon et des terrains encaissants lors de leur exploitation,. Comme le radon, à très faible dose, il fait partie de l'atmosphère normale des mines profondes et il s'en dégage d'autant plus que le charbon est fracturé ou exploité.
Entre 5 et 15 % dans l'air, le grisou devient dangereux car, en de telles proportions, le mélange air-grisou est très explosif. Très redoutées des mineurs, les explosions, appelées « coups de grisou », ont causé de nombreuses victimes dans les mines profondes du monde entier. Les compagnies minières préviennent les risques par la ventilation primaire et secondaire des chantiers de taille, puits et galeries, mais il existe toujours un risque de rupture d'une poche de grisou accumulée dans un système de failles.

## Dénominations
Le mot grisou vient de grégeois. Il porte différents noms, parmi lesquels : le brisou, le cronin, la mouflette, la manflette, le feu grieux, le grioux.

## Caractéristiques du grisou

### Formation
Les gaz qui composent le grisou se sont formés durant le processus de houillification durant lequel ils ont été « piégés » (adsorbés) dans les micropores du charbon. Une partie de ce gaz s'est retrouvée piégée dans les espaces capillaires et dans les réseaux de fissures naturelles de la houille ainsi qu'au niveau des épontes (paroi délimitant une couche ou un filon) apparues au cours des temps géologiques, à la suite d’événements sismiques, et plus récemment à cause de l'exploitation minière.

### Teneurs
La teneur effective ou potentielle d'un charbon en gaz s'exprime en mètres cubes de méthane (et/ou de CO2) par tonne de charbon.
L'essentiel de ce gaz n'est pas libre mais adsorbé dans le charbon en place.
Pour le méthane, ces teneurs oscillent selon les conditions de formation géologique du charbon entre 0 et 15 m3 par tonne, et exceptionnellement plus.

### Libération
Elle se produit lors de l'exploitation, du fonçage du puits, par la dislocation des veines de charbon puis la fragmentation du charbon, puis et éventuellement durant des siècles ou millénaires avec la décompression (« détente ») causée par l'exploitation des veines, qui libèrent ces gaz.
On estime le caractère plus ou moins grisouteux d'un gisement par la mesure du dégagement spécifique de grisou, pour une période donnée et pour une certaine quantité de charbon (par exemple en mètres cubes de gaz par jour, mois ou année, et par tonne de charbon ou de roche-mère grisouteuse. Selon l'INERIS, ces valeurs peuvent aller de quelques m3/t à une centaine de m3/t.
Deux facteurs importants sont le « mode et degré de détente du massif influencé par l'exploitation et la pression du gaz. En raison du broyage dû à l'abattage, le gaz se dégage plus rapidement de la veine exploitée que des couches voisines au toit et au mur[…] . Les mouvements mécaniques du terrain ont une grande influence ». Le type de remblayage, ses modalités et la proximité d'autres chantiers ont aussi une importance.
Une difficulté pour la sécurité est que la libération du grisou est en partie très irrégulière (avec « des pointes égales à plusieurs fois les moyennes de dégagement »). Il existe une courbe théorique de décroissance du degré de dégazage mais elle est difficile à déterminer et de nombreux facteurs peuvent l'affecter, ce qui oblige les ingénieurs de l'aérage à prendre des marges de sécurité dans leurs modèles de calculs des capacités de ventilation des puits et galeries.
Ce sont donc les valeurs maximales que les ingénieurs des mines cherchent à apprécier et en particulier les phénomènes dits de « dégagements instantanés » (« DI »,, dans des mines que l'industrie minière tient néanmoins à exploiter comme en témoigne la tenue à Nîmes en 1966 d'un symposium sur L'exploitation des mines à dégagements instantanés.), en essayant de comprendre (grâce à l'analyse des résultats des grisoumètres enregistreurs apparus dans les années 1960 en Europe) quand, où et comment ou pourquoi elles apparaîtront. En Europe, le Centre d’études et recherches des Charbonnages de France (CERCHAR) s'est beaucoup intéressé à ces questions dans les années 1960, dans le cadre des travaux de recherche européens lancés ou encouragés par la CECA. En 1967, les experts comprennent mieux le phénomène, mais reconnaissent ne pas pouvoir prévoir où et quand des pics de dégagements apparaîtront, notamment à cause de la complexité des interactions entre les fissures tectoniques [sic], le charbon, les galeries et l'exploitation.
Elle dépend de divers facteurs dont le contexte pétrographique, la teneur initiale du charbon en gaz, la pression de ce gaz, du nombre de veines exploitées et de la « puissance » de ces veines, ainsi que des conditions d'exploitation (plus ou moins rapide, en condition aérienne ou souterraine, etc.).
La température (qui s'élève naturellement avec la profondeur, de même que la pression exercée sur le charbon), l'humidité et le degré de houillification du charbon jouent aussi un rôle. Le grisou est libéré en très faible quantité de manière continue, mais parfois brutalement et en quantité plus importante quand les mineurs crèvent une poche accumulée dans un réseau de failles.
Le mélange air-grisou est explosible (inflammable) à des teneurs de 5 à 15 % de grisou. Plus la mine est profonde, plus le grisou pose de problèmes.
Des lacunes de connaissances sont encore à combler : ainsi les liens eau-gaz-charbon sont mal compris et si on a longtemps admis l’hypothèse que l'eau ennoyant un bassin (mise en charge hydraulique) s'opposait au relargage des gaz absorbés dans le charbon, cela n'est plus considéré comme probable. L'INERIS cherche à étudier les valeurs de pressions nécessaires au piégeage du gaz dans la porosité du charbon par l'eau. Il faut aussi mieux comprendre l'importance de la qualité des terrains de recouvrement, de bancs imperméables (argile, par exemple) et leurs réponses aux affaissements miniers, ou encore l'influence des pompages puis de la remontée d'un aquifère plus ou moins épais et continu en relation avec le risque de remontées ou diffusions gazeuses sèches, humides ou en solution.

### Composition
La composition des grisous explosifs des bassins houillers britannico-franco-belgo-rhénan variait entre les limites suivantes.
Les moyennes suivantes ont été établies par Adolphe Breyre, directeur de l'Institut National des Mines à Frameries :
- méthane (CH4) : de 93,0 à 99,5 %
- éthane (C2H6) : de 0,02 à 2,8 %
- dihydrogène (H2) : de 0,00 à 0,23 %
- diazote (N2) : de 0,00 à 3,5 %
- dioxyde de carbone (CO2) : de 0,03 à 3,4 %
- gaz rares (hélium, néon) : de 0 à 0,0408 %

Ce grisou est parfois assimilé à du méthane, gaz extrêmement combustible, dont l'accumulation et les explosions préoccupent les compagnies minières au moins depuis les années 1800, qui ne comprennent pas encore alors clairement comment se créent les poches ou « bouchons » de grisou (ou « nappes de gaz ») dans les galeries et cavités minières, ce mécanisme ne sera compris clairement que dans les années 1950.
Le grisou qui continue à dégazer des restes de veine de charbon, après l'exploitation minière, est moins riche en méthane (par exemple : 54 % de méthane pour le gaz d'abord extrait par Méthamine créée par Charbonnages de France en 1992 à la fermeture du Bassin houiller du nord de la France (entreprise rachetée par Gazonor lui-même acquis par European Gas Limited (EGL) en 2008)).

### Odeur
Le grisou pur est réputé pour être sans odeur (pour l'odorat humain), mais il peut parfois avoir une odeur liée à la composition des gaz secondaires qu'il contient.
L'ingénieur civil des mines François Mathet (1823-1908), décrivait ainsi son odeur dans les houillères de Ronchamp : « Le grisou à Ronchamp, est généralement assez pur suivant l'expression des ouvriers ; il est vif, il pique légèrement les yeux, a une odeur fugitive, mais sui generis et une odeur sucrée, il présente cette propriété particulière que j'ai éprouvée fréquemment, c'est d'altérer complètement le timbre de la voix, quand on parle dans un mélange assez fortement chargé de grisou. »

### Propriétés
Sa masse volumique est de 0,72 kg/m3 et sa densité par rapport à l'air est de 0,558. De plus, il est inodore et incolore.
À pression et température ordinaires, les limites d'inflammabilité sont de 5,6 et 14 %. La combustion a une allure explosive entre 6 et 12 %.
L'inflammation d'un volume gazeux constitué d'un mélange d'air et de grisou, dans les travaux souterrains, entraîne :
- la production d'une flamme dont l'expansion est assez limitée ;
- la formation d'une déflagration, caractérisée par une onde de pression d'amplitude élevée qui se propage à des vitesses de l'ordre de 250 m/s ;
- le dégagement de gaz brûlés (CO2, CO et H2O entre autres) ;
- la combustion du méthane peut mettre le feu à des matières aisément inflammables, en particulier à des poussières de charbon soulevées par le souffle de la flamme.

L'équation bilan de combustion du méthane est la suivante :
CH4 + 2 O2 → CO2 + 2 H2O

### Détection et quantification
La détection du grisou est l'une des conditions de la sécurité dans les mines.
Dans les années 1960, faute de mieux la CECA recommande de généraliser la mesure de la concentration en gaz du charbon et de la fraction de cette concentration qui se dégage dans les mines.
- La grisouscopie est la recherche qualitative (primitive) du grisou à la lampe ordinaire à flamme.
- La grisoumétrie est la mesure de la teneur en grisou. Elle se développe dans les années 1960[23],[24] avec notamment l'apparition de grisoumètres automatiques[25]
- Des grisoumètres, basés sur la combustion catalytique du grisou sur un fil de platine allié, sont utilisés pour la détection du grisou. Le premier appareil a été mis au point par l'ingénieur général Gustave Léon en 1900, perfectionné dans les années 1950 par le Centre d'études et de recherches des Charbonnages de France (CERCHAR) pour aboutir à la série des Verneuil 52 dont quelques centaines d'exemplaires étaient couramment utilisés dans les mines françaises jusqu'à leur fermeture vers les années 2000.

### Séquelles minières, captage, récupération et valorisation du grisou

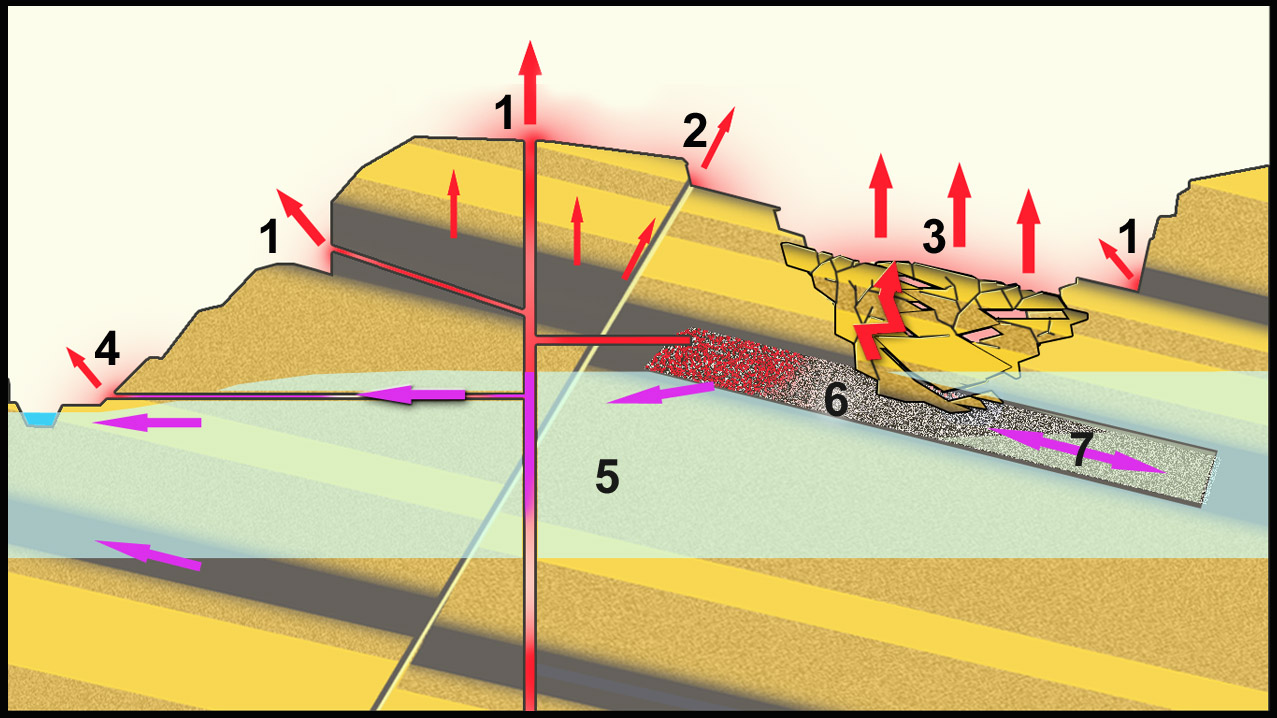
Représentation simplifiée des possibles relations charbon-gaz-eau (nappe en bleue) et des liens avec la surface selon la présence de failles, affleurement du charbon, puits ou galeries d'/exploitation/aération (avec éventuelle remontée et/ou fluctuations de nappes). Un effet de drainage est également induit par la nappe ici supposée circuler de la droite vers la gauche (vers un cours d'eau ou un estuaire).

Le grisou est essentiellement un gaz fatal (qu'on ne peut éviter de produire lors de l'exploitation de couches grisouteuses, c'est-à-dire riches en gaz de couche ou d'une porosité et structure telle que le peu de méthane que contient le charbon en est facilement désorbé). Il fait à ce titre partie des « séquelles minières » à gérer dans le cadre de l'après-mine.
Selon sa composition, il peut avoir une valeur énergétique ; son captage en surface ou en profondeur est facile (pas de besoins de puis profonds, réutilisation possible de puits existants). Il est en outre un traitement proactif efficace des risques d'explosion (à condition de veiller au bon entretien des vannes, du suivi de la pression, des systèmes de coupe-flamme et de protection contre les intrusions du public auprès du point de captage…) et il diminue la part des émissions résiduelles de gaz à effet de serre (si le captage a un rayon d’action important ; c'est-à-dire quand il met le réservoir minier en dépression plus ou moins importante par rapport à la surface (ce qui est facilité par une remontée de nappe, phénomène quasi systématique après un arrêt d'exploitation et de pompage). Dans certains cas, on atteint une pression absolue du réservoir minier de 0,5 × 105 Pa (soit 0,5 atmosphère), permettant une exploitation rentable dans les bassins très grisouteux, bien après l'arrêt de l'exploitation minière. Et quand il n'est plus rentable car insuffisamment productif, ce type de captage peut ensuite être remplacé par des « sondages de décompression ».
Au lieu de l'évacuer dans l'atmosphère, dès les années 1950, on songe, (dans le cadre de l'OECE notamment, et de son Agence européenne de productivité,) à le capter, le sécher et le valoriser.
Du grisou est ainsi capté dès les années 1960 en Belgique et en France et à titre d'exemple, à Avion et Divion dans l'ancien bassin minier du Pas-de-Calais ainsi qu'à Lourches (ancienne fosse Désirée-La Naville) près de Valenciennes, le grisou est récupéré, purifié et injecté dans le réseau public de distribution de gaz naturel ; grâce à ces installations une partie importante du méthane (gaz explosif et gaz à effet de serre) émis par la partie centrale de ce bassin houiller est récupérée et valorisée.
Cette récupération et valorisation a d'abord été faite par l'entreprise publique Méthamine créée par Charbonnages de France qui a ensuite créé Gazonor afin de vendre cet outil et entreprise au secteur privé (vendu 26 millions d'euros à European Gas Limited).
Depuis le 1er mars 2007, Gazonor est l'unique exploitant des trois sites qui valorisent selon l'entreprise 12 térawatts-heures par an de gaz soit l'équivalent de la consommation d'une ville de 60 000 habitants. À lui seul, le site d'Avion valorise 8 térawatts-heures par an.
Un gisement potentiel de 100 milliards de mètres cubes de gaz qui sommeillerait dans les mines désaffectées du bassin lorrain a fait l'objet d'une demande d'exploitation par le groupe australien European Gas Limited, même s'il reste une forte inquiétude pour l'étanchéité de la collecte et d'éventuels risque de séisme induit ou d'autres désordres du sous-sol ainsi qu'en termes de pollution de l'eau des nappes (si la collecte se fait avec injection d'eau sous très haute-pression afin de fracturer les couches de charbon ou schistes comme aux États-Unis).

## Coup de grisou
Le coup de grisou est une explosion accidentelle de gaz dans une mine. Cette explosion est liée à l'exploitation de la mine et est suivie d'un dégagement dit « instantané » de gaz (DI). Il s'agit d'un accident souvent mortel, parmi les plus redoutés des mineurs, en général aggravé par un effondrement des galeries et parfois par un « coup de poussière », si bien qu'il est souvent difficile de savoir après-coup si c'est le gaz ou la poussière qui a provoqué la catastrophe.
Son apparition est restée très mal comprise et donc difficile à prévenir jusqu'à la fin des années 1950. Trois études européennes aideront à mieux comprendre ce phénomène :
1. En 1959, la CECA a financé un programme de recherche franco-belge porté par le Centre d'études et recherches des Charbonnages de France (CERCHAR) et par l'Institut national de l'industrie charbonnière belge (INICHAR), pour le bassin houiller franco-belge profond qui connaissait de dangereux et fréquents dégagements instantanés de grisou[5]. En 1967, malgré 8 ans d'études, les experts de la CECA considéraient que le problème de la prévention n'était pas encore résolu ;
2. En 1961, la CECA encourage et finance une autre grande étude, sur la composition du grisou, la forme et le volume du gisement susceptible de dégazer, de débit de dégazage et la capacité d'adsorption/désorption[32]. On se dit en effet que la capacité (qui peut être étudiée en laboratoire[33]) d'un charbon à adsorber du méthane dans certaines conditions de température, humidité, pression... peut être indicatrice de sa capacité à le relarguer dans les mêmes conditions[34] des différents types de charbon ; selon le contexte et selon leur degré de houillification[5]. Cette étude sera exécutée par le CERCHAR, l'INICHAR, la section de recherches des Mines d’État hollandaises (nl) et l’Union des intérêts houillers du district minier de Dortmund (de)[5] ;
3. En 1964, une troisième étude concernera « l'origine du grisou particulièrement abondant dans les mines de la Sarre ; le problème de la migration du grisou sur des distances plus ou moins grandes ; la possibilité de l'étude, par le calcul, de l'écoulement du grisou dans le massif et vers les chantiers. »

### Prévention des coups de grisou
Jusqu'au début du XIXe siècle les exploitants connaissent mal la nature exacte du grisou qui est à la fois explosif et asphyxiant et le gèrent d'une manière très rudimentaire.
En 1811, la Société d'Encouragement pour l'Agriculture et l'Industrie du département de Jemappe organise un concours pour la solution des deux questions suivantes : 1° Quelle est la nature et la composition du gaz, connu dans les houillères du pays, sous le nom de feu grisou, et par les naturalistes, sous le nom de feu brisou ou terrou ? 2° Quels sont les moyens de préserver des funestes effets de ce feu ou vapeur, les ouvriers houilleurs et les machines et galeries servant aux travaux de l'exploitation des mines ? Monsieur Moreau de Bellaing, vice-Président de la Société et Président d'une commission spéciale a observé que les six mémoires reçus par la commission prouvaient que la première question avait été parfaitement résolue mais devait annoncer avec regrets qu'on n'avait pas totalement satisfait à la seconde. La distribution du prix a donc été remise au second lundi d'octobre 1812 et pose la seule question qui reste soumise au concours : Messieurs les concurrents sont priés de détailler les moyens de détruire les effets dangereux du gaz connu sous le nom de feu Grisou dans les mines, soit en l'utilisant, ce qui serait le moyen préférable, soit en l'expulsant, soit en le neutralisant ; ils sont invités à appuyer les moyens qu'ils indiqueront, de quelques expériences.
En 1882, l'Ingénieur civil des mines François Mathet (1823-1908) explique ainsi que M. Parrot (également ingénieur des mines) avait pour la première fois constaté une présence de grisou dans l'un des puits des Mines de Ronchamp et qu'il avait alors « recommandé aux exploitants de prendre les précautions d'usage pratiquées à cette époque et qui consistaient à allumer le grisou qui s'était amassé au faîte des galeries, par un ouvrier appelé Pénitent, qui se trainait en rampant et recouvert de linges mouillés ». Cette opération se faisait souvent de nuit et devait être régulièrement renouvelée dans les zones grisouteuses Le pénitent était recouvert de toiles de jute mouillées ou de cuir bouilli et tenait sa flamme en hauteur, au bout d'une perche,.

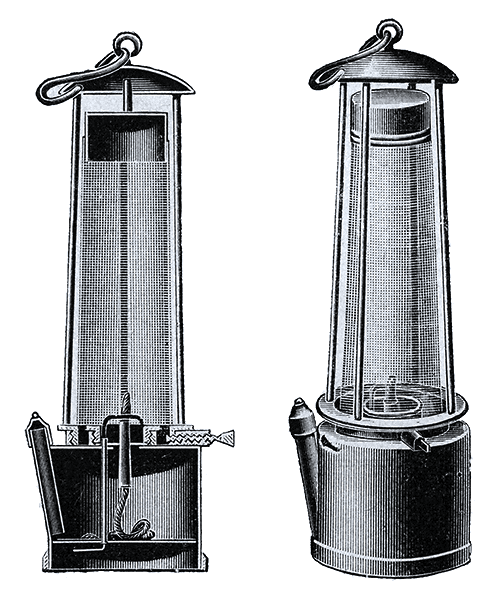
Lampe Davy (dessin), lampe de sécurité (à huile à l'origine) inventée par Sir Humphry Davy en 1815 pour le travail en atmosphère grisouteuse. Davy a découvert qu'une flamme enfermée dans un maillage très fin n'enflamme pas le grisou. L'écran joue en outre un rôle de pare-flammes.

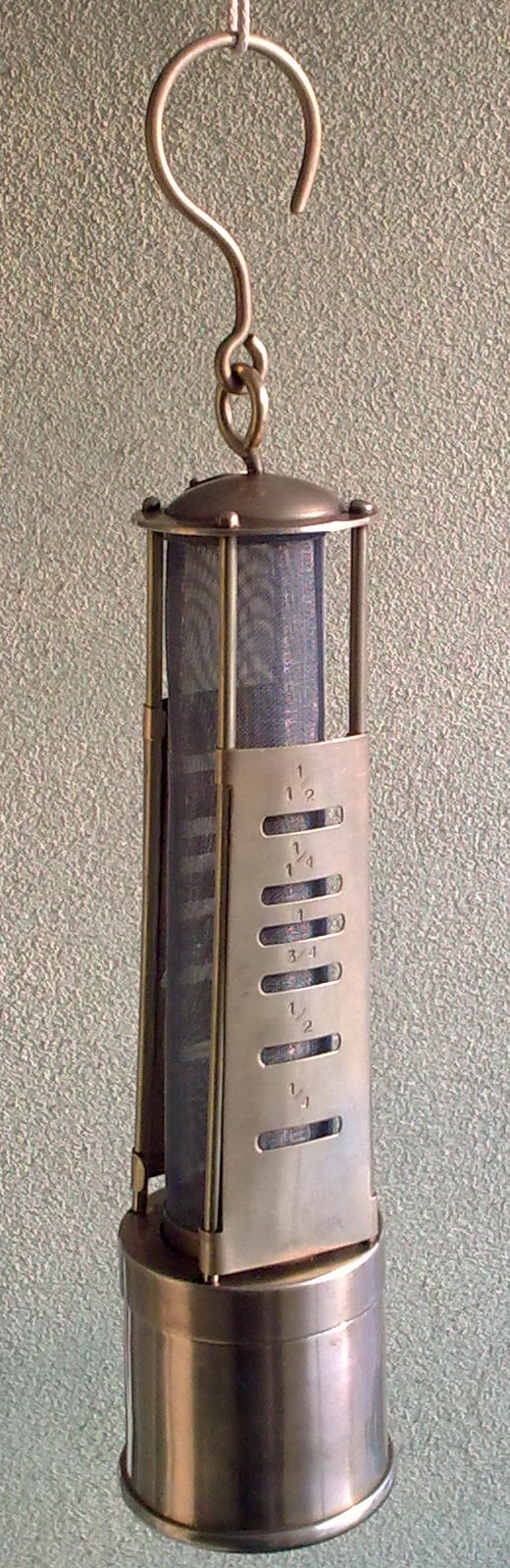
L'un des types de lampe de Davy, utilisé comme détecteur et outil de quantification de grisou, grâce à une jauge de mesure de la hauteur de flamme. En présence de grisou, la flamme grandit et prend une teinte bleutée. Cette lampe pouvait aussi être posée au sol pour détecter une accumulation de dioxyde de carbone (plus lourd que l'air et qui diminue la hauteur de la flamme ou l'éteint en présence de manque d'oxygène ou en présence de gaz asphyxiant. La flamme disparaît à environ 17 % de la teneur en oxygène, teneur permettant encore la respiration humaine. Ce sont les premiers pas du grisoumètre.

Malgré des études scientifiques et le dépôt de brevets, par exemple d'un « Système pour empêcher l'explosion du grisou dans les mines » en 1855, le grisou a d'abord été géré très empiriquement. Alors que les ordinateurs peinent encore à simuler les besoins d'aération des réseaux complexes et parfois fortement maillés, de puits et galeries, dans les années 1960, et que les ingénieurs travaillent encore à la règle à calcul, on cherche de nouveaux moyens d'optimiser l'aération des mines. Ainsi, Patigny propose de calculer les réseaux d'aération par l'« analogie électrique », alors que le CERCHAR met au point un modèle physique dit « simulateur d'aérage ».

#### Aérage
Les premières mesures préventives étaient aussi frustes que peu efficaces : elles consistaient à « débourrer » le grisou, c'est-à-dire à le diluer dans l'air en l'agitant avec des vêtements.
Plus tard, l'opération devient plus scientifique, s'appuyant sur des techniques de plus en plus complexes d'aération et des calculs de dynamique des fluides, plus complexes dans les mines profondes.

#### Contrôle de l'ignition
Il s'agit aussi d'éviter les flammes nues et les étincelles dans les zones à risque d'accumulation de gaz. Les lampes de mineur à flamme protégée permettaient également de détecter le grisou : si l'air entrant par le tamis antidéflagrant était chargé de gaz, il se produisait une combustion visible (dite « auréole ») bleutée du grisou autour de la flamme normale, ce qui permettait d'apprécier la teneur en grisou de l'air. Paradoxalement, l'introduction de la lampe Davy a conduit à une augmentation des accidents dans les mines, en encourageant l'exploitation de mines ou de galeries qui avaient été fermés pour des raisons de sécurité.
Le frottement du métal des pics à main et des marteaux-piqueurs sur les pyrites de fer présentes dans le massif de charbon ne produit pas théoriquement d'étincelles assez chaudes pour enflammer le gaz (moins de 350 °C).
Les lampes de mineur à flamme ont vite évolué vers une flamme protégée : l'air entre par un tamis spécial pour alimenter la flamme, l'atmosphère globale n'est pas en contact avec elle. C'est pour cette raison aussi que la mécanisation des mines s'est faite, au départ, en utilisant l'air comprimé.
L'acheminement et l'utilisation de l'électricité dans les mines « grisouteuses » nécessitent des précautions particulières. Les moteurs électriques et autres générateurs d'étincelles électriques, tels que les contacteurs, doivent être enfermés dans des « enceintes ou coffrets antidéflagrants » qui empêchent la propagation vers l'atmosphère ambiante d'une éventuelle inflammation de l'atmosphère peut-être grisouteuse contenue dans l'enceinte antidéflagrante. Les joints anti-déflagrants n'étant pas toujours une protection parfaite.

#### Discipline et respect des consignes de sécurité
Le cas des mines du bassin de Saint-Étienne est parlant : affligé par les catastrophes successives du Puits Jabin (1871, 72 victimes, et 1876, 186 victimes), de Châtelus (1887, 79 victimes), de Verpilleux (1889, 207 victimes), du Puits Neuf (1889, 25 victimes) et de Villebœuf (1890, 112 victimes), soit 681 victimes en vingt ans, toutes dues au grisou, la situation est redressée en quelques mois par l'action d'Henry Kuss, ingénieur des Mines détaché par l'administration : il impose aux exploitants d'appliquer avec rigueur une série de mesures préventives des explosions de grisou. 

« Ces mesures qui, plus tard, seront codifiées par l'Administration, dans des règlements généraux, ouvrent, dans les mines du bassin, une ère nouvelle : les accidents de grisou, devenus de plus en plus rares, n'y atteindront plus désormais les proportions de véritables catastrophes. »

#### Drainage pour dégazage préventif du charbon et des failles
Dès les années 1960, les ingénieurs des mines apprennent à limiter le risque de dégagements instantanés lors de traversées de couches, notamment en perçant préventivement des trous (ou « sondages ») de détente. Des sondages dits « sondages de détente » cherchent à préventivement drainer et vider la zone à exploiter de son grisou,,. Une quantité importante de gaz à effet de serre a ainsi été rejetée dans l'atmosphère. Dans les années 1980, en Australie par exemple, le drainage du grisou est encore utilisé, en l'évacuant vers l'atmosphère.
Le risque et la gravité des explosions de grisou augmentent avec la profondeur de l'extraction. Par exemple en Australie la première explosion date de 1895 et depuis, malgré les mesures anticipatoires et de précaution, plus de 450 explosions ont été enregistrées (la plus forte est celle de Collinsville en 1957, qui a déplacé plus de 1 000 tonnes de matériel (Sheehy et al, 1956). La moins profonde est celle de Moura en 1982 (−130 m).

#### Anticiper la crise de «dégagement grisouteux»
Les ingénieurs miniers cherchent à mieux la prévoir. Ceci passe d'une part par la détection du grisou, qui est incolore et pratiquement inodore, et parallèlement par la recherche de « signes prémonitoires » d'un dégagement rapide ou instantané, l'alerte de risque de dégagement (détection et enregistrement de vibrations anormales) et l'alerte acoustique en temps réel de dégagement de grisou.
La légende prétendant qu'on emmenait jadis des oisillons, le plus souvent des canaris, dans des cages au fond des mines pour détecter le grisou est en grande partie erronée. En effet, le grisou n'est pas toxique, il peut remplacer l'oxygène de l'air (anoxie) si sa concentration est supérieure à 30 %, auquel cas il est déjà trop tard. Les oiseaux sont en revanche très sensibles au monoxyde de carbone (autre ennemi invisible des mineurs), produit par l'oxydation des poussières de charbon et susceptible d'accompagner les dégazements de grisou. Selon la légende, ils succombaient en présence de gaz, avertissant les mineurs. En fait, ils réagissent, la plupart du temps, en gonflant leur plumage ou en s'évanouissant. C'est pourquoi les mineurs les remontaient avec eux, dans leur fuite.

#### Recherche
En Europe, en 1957 la haute-autorité de la CECA a lancé, avec succès, un concours pour la mise au point ou le perfectionnement d'appareils de mesure (dosage du grisou ou du méthane dans l'air) et d'appareils avertisseurs de méthane et monoxyde de carbone. Ces appareils, après quelques années de mise au point pour les rendre plus fiables, permettront dans les années 1960 de faire beaucoup progresser la sécurité et la gestion des risques, mais aussi la Recherche, par ailleurs fortement poussée par la CECA (Communauté européenne du charbon et de l'acier, avec sa Haute Autorité, et notamment un Comité d'experts « Grisou et Aérage ». Sous l'autorité de l'Europe naissante (préfigurée par la CECA), œuvraient au sujet de la prévention des explosions de grisou un « comité consultatif » et un « Organe permanent pour la sécurité dans les mines de houille » (présidé par la Haute-autorité de la CECA) en lien avec les membres de la Commission internationale de la technique minière et de la Commission de recherche « Charbon » de la Haute Autorité et les Écoles des mines.
De 1963 à 1967, la CECA a investi via la Haute Autorité, au titre de l'article 55, n°2c) du traité CECA environ 83 millions de dollars (unités de compte AME), dont environ 23 millions ont été affectés à la recherche technique « Charbon » au sein de laquelle la recherche sur le grisou occupe une place importante.
On utilise maintenant des détecteurs appelés « grisoumètres » (voir plus haut). D'autres caractéristiques physiques du grisou (indice de réfraction, absorption sélective dans l'infra-rouge, etc.) ont également été utilisées, en particulier pour réaliser des télégrisoumètres enregistreurs permettant de surveiller automatiquement de la surface, avec des alarmes automatiques, l'atmosphère grisouteuse en de nombreux points d'une mine.

#### Mouillage et engorgement du charbon
Il a été testé, avec une certaine efficacité, la fracturation hydraulique avec injection profonde d'eau (alors dite prétéléinfusion d'eau), permettant de ralentir la désorption du gaz lors de l'exploitation, après une phase de faible dégazage provoqué par la fracturation. Des tests d'affouillement hydrauliques sont par exemple faits au Siège Ste-Marguerite de la SA des Charbonnages du Centre.
Cette méthode est largement similaire à celle pratiquée par Monsieur Marsaut vers 1887 dans le bassin du Gard et qui consistait à pratiquer le minage en veine aussi appelé tir d'ébranlement.

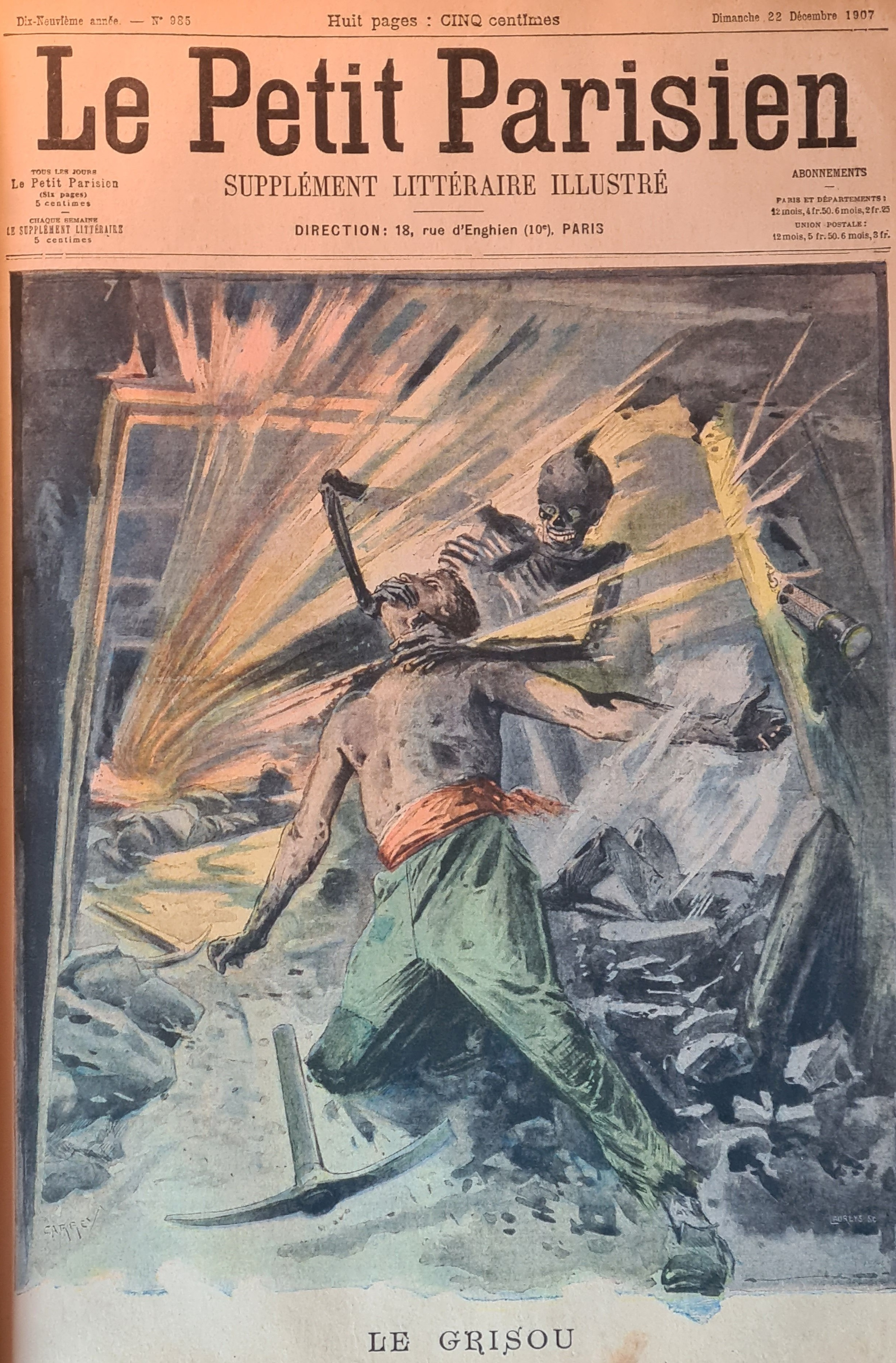
Journal Le petit parisien du 22 décembre 1907 (Allégorie de la catastrophe de Virginie occidentale).

### Liste de coups de grisou
| Date               | Lieu                                                                        | Pays            | Nombre de victimes | Commentaire                                                          |
| ------------------ | --------------------------------------------------------------------------- | --------------- | ------------------ | -------------------------------------------------------------------- |
| 1514               | Barbeau, Liège, Principauté de Liège                                        | Belgique        | 98                 |                                                                      |
| 18 août 1708       | Fatfield (comté de Durham)                                                  | Grande-Bretagne | 69                 |                                                                      |
| 1710               | Bensham (Northumberland)                                                    | Grande-Bretagne | 75                 |                                                                      |
| 1727               | Lumley Park (comté de Durham)                                               | Grande-Bretagne | 60                 |                                                                      |
| 10 janvier 1812    | Horloz, Tilleur                                                             | Belgique        | 68                 |                                                                      |
| 25 mai 1812        | Felling, Brandling Main (comté de Durham)                                   | Grande-Bretagne | 92                 |                                                                      |
| 2 juin 1815        | Newbottle, Succes Pit (comté de Durham)                                     | Grande-Bretagne | 57                 |                                                                      |
| 1819               | Wasmes                                                                      | Belgique        | 91                 |                                                                      |
| 23 octobre 1821    | Wallsend, A Pit (Nothumberland)                                             | Grande-Bretagne | 52                 |                                                                      |
| 3 novembre 1823    | Rainton, Plain Pit (comté de Durham)                                        | Grande-Bretagne | 59                 |                                                                      |
| 10 avril 1824      | Puits Saint-Louis, Ronchamp                                                 | France          | 20                 | Première catastrophe du puits Saint-Louis                            |
| mars 1829          | Puits Sainte-Barbe, Rive-de-Gier                                            | France          | 23                 |                                                                      |
| 31 mai 1830        | Puits Saint-Louis, Ronchamp                                                 | France          | 28                 |                                                                      |
| 1835               | Wallsend (Tyneside)                                                         | Grande-Bretagne | 132                |                                                                      |
| 1839               | puits du Clapier, Saint-Étienne                                             | France          | ?                  |                                                                      |
| juillet 1840       | Puits de l'Ile d'Elbe, Rive-de-Gier                                         | France          | 31                 |                                                                      |
| octobre 1842       | Puits Saint-Charles, Firminy                                                | France          | 15                 |                                                                      |
| novembre 1842      | Puits Égarande, Rive-de-Gier                                                | France          | 10                 |                                                                      |
| 27 février 1843    | Mine Smith No. 3                                                            | États-Unis      | 74                 | Voir catastrophe de la mine Smith (en)                               |
| janvier 1847       | Puits de Méons, Saint-Étienne                                               | France          | 7                  |                                                                      |
| octobre 1847       | Puits Fraisse, Unieux                                                       | France          | 3                  |                                                                      |
| 1856               | Puits Charles, Firminy                                                      | France          | 14                 |                                                                      |
| 19 février 1857    | Lundhill (Yorkshire)                                                        | Grande-Bretagne | 189                |                                                                      |
| 2 février 1858     | Bardsley, Diamond Pit (Lancashire)                                          | Grande-Bretagne | 53                 |                                                                      |
| 10 août 1859       | Puits Saint-Joseph, Ronchamp                                                | France          | 29                 | La plus meurtrière du bassin de Ronchamp                             |
| 2 mars 1860        | Burrandon (Nothumberland)                                                   | Grande-Bretagne | 76                 |                                                                      |
| 1er décembre 1860  | Risca (Monmouthshire)                                                       | Grande-Bretagne | 142                |                                                                      |
| juin 1861          | Puits de La Pompe, Saint-Étienne                                            | France          | 21                 |                                                                      |
| mars 1861          | Puits du Bois d'Avaize, Saint-Étienne                                       | France          | 12                 |                                                                      |
| 8 décembre 1862    | Edmunds Main (Yorkshire)                                                    | Grande-Bretagne | 59                 |                                                                      |
| 1865               | Mine du Buissons-Brûlé, Mélecey                                             | France          | 10                 | Arrêt définitif de l'extraction du charbon dans la concession.       |
| 12 décembre 1866   | Oaks (Yorkshire)                                                            | Grande-Bretagne | 361                |                                                                      |
| 13 décembre 1866   | Talk-o'-th'-Hill (Staffordshire)                                            | Grande-Bretagne | 91                 |                                                                      |
| 1867               | Zwickau, Fundgrube (Saxe)                                                   | Allemagne       | 101                |                                                                      |
| 1867               | Zwickau, Burgerschachte (Saxe)                                              | Allemagne       | 269                |                                                                      |
| 8 novembre 1867    | Ferndale (Glamorganshire)                                                   | Grande-Bretagne | 178                |                                                                      |
| 12 décembre 1867   | Montceau-Les-Mines, puits Cinq-Sous (appelé par la suite Ste Eugénie)       | France          | 89                 |                                                                      |
| août 1869          | Puits Monterrod, Firminy                                                    | France          | 29                 |                                                                      |
| 8 novembre 1871    | puits Jabin, Saint-Étienne                                                  | France          | 72                 |                                                                      |
| 13 mai 1873        | Westville                                                                   | Canada          | 60                 |                                                                      |
| 14 avril 1874      | Astley Deep, Dukinfield (Cheshire)                                          | Grande-Bretagne | 54                 |                                                                      |
| 16 décembre 1875   | Agrappe, La Cour (Wallonie)                                                 | Belgique        | 112                |                                                                      |
| 16 décembre 1875   | Swaithe Main (Yorkshire)                                                    | Grande-Bretagne | 143                |                                                                      |
| 4 février 1876     | puits Jabin, Saint-Étienne                                                  | France          | 186                |                                                                      |
| 3 juillet 1876     | Sainte-Fontaine (Lorraine)                                                  | France          | 53                 |                                                                      |
| 22 octobre 1877    | Blantyre, no 2 Pit (Lanarkshire)                                            | Grande-Bretagne | 207                |                                                                      |
| 1er septembre 1879 | puits du Magny, Ronchamp                                                    | France          | 23                 |                                                                      |
| 1880               | Seaham (Tyneside)                                                           | Grande-Bretagne | 164                |                                                                      |
| 14 janvier 1885    | Liévin                                                                      | France          | 28                 |                                                                      |
| mars 1887          | Puits Châtelus I, Saint-Étienne                                             | France          | 79                 |                                                                      |
| 3 novembre 1888    | mine de Campagnac - puits Sainte-Barbe n° 3 - étage 109, Cransac            | France          | 33                 |                                                                      |
| juillet 1889       | Puits Verpilleux no 1, Saint-Étienne                                        | France          | 207                | Catastrophe la plus meurtrière du bassin de la Loire.                |
| 29 juillet 1890    | Société des mines de Villebœuf, puits Pelissier, Saint-Étienne              | France          | 113                |                                                                      |
| décembre 1891      | Puits de la Manufacture, Saint-Étienne                                      | France          | 60                 |                                                                      |
| juillet 1899       | Société des mines de Villebœuf, puits Pélissier, Saint-Étienne              | France          | 48                 |                                                                      |
| 10 mars 1906       | Catastrophe de Courrières                                                   | France          | 1099               | La plus importante catastrophe minière d'Europe.                     |
| 15 mars 1907       | Puits Vuillemin (Petite-Rosselle)                                           | France          | 83                 |                                                                      |
| 6 décembre 1907    | Monongah, Virginie-Occidentale                                              | États-Unis      | 362                | La plus importante catastrophe minière de l'histoire des États-Unis. |
| 12 novembre 1908   | Houillère Radbod (de) (Hamm)                                                | Allemagne       | 149                |                                                                      |
| 21 décembre 1910   | Hulton, Pretoria Pit (Lancashire)                                           | Grande-Bretagne | 344                |                                                                      |
| 1912               | Yubari (Hokkaido)                                                           | Japon           | 283                |                                                                      |
| 8 août 1912        | Houillère Lothringen (de) 1/2 (Gerthe)                                      | Allemagne       | 114                |                                                                      |
| 3 septembre 1912   | Fosse de La Clarence (Divion)                                               | France          | 79                 |                                                                      |
| octobre 1924       | Puits Combes, Roche-la-Molière                                              | France          | 48                 |                                                                      |
| 11 février 1925    | Dortmund                                                                    | Allemagne       | 130                |                                                                      |
| 1929               | Puits Saint-Charles (Petite-Rosselle)                                       | France          | 25                 |                                                                      |
| 21 janvier 1937    | Puits Markham, Staveley Coal and Iron Company, Staveley                     | Grande-Bretagne | 9                  |                                                                      |
| 10 mai 1938        | Puits Markham 1, Staveley Coal and Iron Company, Staveley                   | Grande-Bretagne | 79                 |                                                                      |
| octobre 1939       | puits de la Loire, Saint-Étienne                                            | France          | 39                 |                                                                      |
| 10 janvier 1940    | mine no 1, à Bartley (Virginie-Occidentale)                                 | États-Unis      | 91                 |                                                                      |
| 21 janvier 1942    | Puits de la Chana (Villars)                                                 | France          | 68                 |                                                                      |
| 25 avril 1942      | Mine de Benxihu (Mandchourie)                                               | Chine           | 1549               | La catastrophe minière la plus meurtrière à ce jour.                 |
| 20 février 1946    | Grimmberg 3/4 (Ruhr)                                                        | Allemagne       | 405                |                                                                      |
| 10 janvier 1948    | Petite-Rosselle (Moselle)                                                   | France          | 24                 |                                                                      |
| 1er novembre 1956  | Springhill                                                                  | Canada          | 38                 |                                                                      |
| 21 novembre 1958   | Petite-Rosselle (Moselle)                                                   | France          | 12                 |                                                                      |
| 29 mai 1959        | Puits Sainte-Fontaine à Merlebach                                           | France          | 26                 |                                                                      |
| 19 avril 1963      | Wittenheim (Haut-Rhin)                                                      | France          | 6                  |                                                                      |
| 13 juillet 1963    | Mine Dubovskaya (Karaganda)                                                 | URSS            | 22                 |                                                                      |
| 9 novembre 1963    | Mikawa, Miike, Omuta (Kyushu)                                               | Japon           | 458                |                                                                      |
| 24 novembre 1965   | Puits de la Tronquié à Carmaux (Tarn)                                       | France          | 12                 |                                                                      |
| 30 juin 1967       | Mine Karagandinskaya (Karaganda)                                            | URSS            | 10                 |                                                                      |
| mai 1968           | Puits Charles, Roche-la-Molière                                             | France          | 6                  |                                                                      |
| 2 août 1968        | Mine Kuzembaeva (Karaganda)                                                 | URSS            | 16                 |                                                                      |
| 4 février 1970     | Fouquières-lez-Lens                                                         | France          | 16                 |                                                                      |
| 27 décembre 1974   | Veine de « Six sillons » de la fosse 3 dite « Saint-Amé » à Liévin (France) | France          | 42                 |                                                                      |
| 1976               | Dans une Mine de charbon à Hamm, en Allemagne de l'Ouest                    | Allemagne       | 3                  |                                                                      |
| 20 février 1978    | Mine Sokurskaya (Karaganda)                                                 | URSS            | 72                 |                                                                      |
| 28 janvier 1983    | Mine 50-letiya Oktyabrskoy revolyutsii (Karaganda)                          | URSS            | 31                 |                                                                      |
| 13 juin 1983       | Mine 50-letiya Oktyabrskoy revolyutsii (Karaganda)                          | URSS            | 11                 |                                                                      |
| 25 février 1985    | Puits Simon à Forbach                                                       | France          | 22                 |                                                                      |
| 7 juillet 1994     | Mine Kazakhstanskaya (Karaganda)                                            | Kazakhstan      | 14                 |                                                                      |
| 24 novembre 1995   | Mine Lénine (Karaganda)                                                     | Kazakhstan      | 13                 |                                                                      |
| mai 1999           | Barakov-Louoansk (Donetsk)                                                  | Ukraine         | 50                 |                                                                      |
| 11 mars 2000       | Barakov-Louoansk (Donetsk)                                                  | Ukraine         | 80                 |                                                                      |
| août 2001          | Barakov-Louoansk (Donetsk)                                                  | Ukraine         | 55                 |                                                                      |
| 10 avril 2004      | Mine Taïjina, région de Kemerovo (Sibérie)                                  | Russie          | 47                 |                                                                      |
| 19 juillet 2004    | Mine de houille de Krasnolimanskaya (Donetsk)                               | Ukraine         | 25                 |                                                                      |
| 12 novembre 2004   | Mine de houille de Xinsheng (Lushan)                                        | Chine           | 33                 |                                                                      |
| 28 novembre 2004   | Mine de charbon de Chengjiashan (Shaanxi)                                   | Chine           | 166                |                                                                      |
| 5 décembre 2004    | Mine Lénine (Karaganda)                                                     | Kazakhstan      | 23                 | Mine opérée par ArcelorMittal Témirtaou                              |
| 9 février 2005     | Mine Essaoulskaïa, à Novokouznetsk (Sibérie)                                | Russie          | 25                 |                                                                      |
| 14 février 2005    | Mine Sujiawan à Fuxin (Liaoning)                                            | Chine           | 210                |                                                                      |
| 19 mars 2005       | Mine Xishui à Kangjiaoyao, Shuozhou (Shanxi)                                | Chine           | 72                 |                                                                      |
| 3 juillet 2005     | Mine du Shanxia                                                             | Chine           | 19                 |                                                                      |
| 19 mai 2005        | Mine Huanerhe près de Chengde (Hebei)                                       | Chine           | 50                 |                                                                      |
| 11 juillet 2005    | Mine Shenlong à Fukang (Xinjiang)                                           | Chine           | 83                 |                                                                      |
| 30 octobre 2005    | Mine Weijiadi à Baiyin (Gansu)                                              | Chine           | 29                 |                                                                      |
| 7 novembre 2005    | Mine du village de Liuguantun, Tangshan (Hebei)                             | Chine           | 91                 |                                                                      |
| 27 novembre 2005   | Mine Dongfeng à Qitaihe (Heilongjiang)                                      | Chine           | 171                |                                                                      |
| 20 septembre 2006  | Mine Zasiadko                                                               | Ukraine         | 13                 |                                                                      |
| 20 septembre 2006  | Mine Lénine (ru) (Karaganda)                                                | Kazakhstan      | 41                 | Mine opérée par ArcelorMittal Témirtaou                              |
| 4 février 2007     | Mine La Preciosa, dans le nord-est de la Colombie                           | Colombie        | 32                 |                                                                      |
| 19 mars 2007       | Mine Oulianovskaïa, à Novokouznetsk (Sibérie)                               | Russie          | 106                |                                                                      |
| 19 avril 2007      | Mine à Handan (Hebei)                                                       | Chine           | 17                 |                                                                      |
| 30 avril 2007      | Mine illégale du village de Liujiacun, comté de Yuxian (Shanxi)             | Chine           | 14                 |                                                                      |
| 5 mai 2007         | Mine de Pudeng à Linfen, comté de Puxian (Shanxi)                           | Chine           | 28                 |                                                                      |
| 23 mai 2007        | Mine Xinglong, comté de Luxian, ville de Luzhou (Sichuan)                   | Chine           | 13                 |                                                                      |
| 24 mai 2007        | Mine Ioubileïnaïa, à Novokouznetsk (Sibérie)                                | Russie          | 38                 |                                                                      |
| 4 juin 2007        | Mine de Niheling, comté de Jingle (Shanxi)                                  | Chine           | 13                 |                                                                      |
| 25 juin 2007       | Mine Komsomolskaïa à Vorkouta (Russie)                                      | Russie          | 11                 |                                                                      |
| 8 novembre 2007    | Mine de Qunli, province de Guizhou                                          | Chine           | 32                 |                                                                      |
| 18 novembre 2007   | Mine de Zasyadko (oblast de Donetsk)                                        | Ukraine         | 101                |                                                                      |
| 6 décembre 2007    | Mine au nord de la Chine                                                    | Chine           | environ 100        |                                                                      |
| 11 janvier 2008    | Mine Abaïskaya (Karaganda)                                                  | Kazakhstan      | 30                 | Mine opérée par ArcelorMittal Témirtaou                              |
| 22 février 2009    | Mine de Tunlan (Shanxi)                                                     | Chine           | 73                 |                                                                      |
| 21 novembre 2009   | houillère de Hegang dans la province chinoise du Heilongjiang               | Chine           | au moins 104       |                                                                      |
| 23 février 2010    | Mine d'Odakuyu dans la province turque de Balıkesir                         | Turquie         | 17                 |                                                                      |
| 5 avril 2010       | Mine d'Upper Big Branch, dans l'État de Virginie                            | États-Unis      | 29                 |                                                                      |
| mai 2010           | Mine du Grand Nord (oblast de Kemerovo)                                     | Russie          | 73                 |                                                                      |
| 16 octobre 2010    | Mine de Yuzhou, dans la province de Henan,                                  | Chine           | au moins 20        |                                                                      |
| 26 janvier 2011    | Mine La Preciosa à Sardinata                                                | Colombie        | 14                 |                                                                      |
| 29 octobre 2011    | Mine Xialiuchong à Hengyang                                                 | Chine           | 29                 |                                                                      |
| 10 novembre 2011   | Mine Shizong province du Hunan                                              | Chine           | 34                 |                                                                      |
| 29 mars 2013       | Mine Babao à Baishan                                                        | Chine           | 28                 |                                                                      |
| 4 mars 2015        | Mine de Zadastko                                                            | Ukraine         | au moins 32        |                                                                      |
| 25 février 2016    | Mine du Grand Nord (Vorkouta, République des Komis)                         | Russie          | 36                 |                                                                      |
| 7 novembre 2021    | Mine Abaïskaya (Karaganda)                                                  | Kazakhstan      | 6                  | Mine opérée par ArcelorMittal Témirtaou                              |
| 25 novembre 2021   | Mine de Listviajnaïa (oblast de Kemerovo)                                   | Russie          | 51                 |                                                                      |
| 20 avril 2022      | Mine de charbon de Pniowek à Pawlowice                                      | Pologne         | 4                  | Mine opérée par JSW (Jastrzebska Spolka Weglowa)                     |
| 28 octobre 2023    | Mine de Kostenko (Karaganda)                                                | Kazakhstan      | 46                 | Mine opérée par ArcelorMittal Témirtaou                              |

Dans les années 2000, c'est la Chine qui recense le plus d'accidents miniers, avec 80 % des décès mondiaux pour seulement 35 % de la production de charbon mondiale ; 6 000 personnes sont mortes dans les mines chinoises en 2004.
D'après une publication de la Société de l'industrie minérale, paru pour le centenaire de la catastrophe de Courrières, au total, on pouvait estimer en mars 2005 à 42 614 le nombre de mineurs tués lors des différentes catastrophes (c'est-à-dire ayant fait plus de 50 victimes, inondations et incendies compris) qui se sont produites entre le XVIe et le XXIe siècle.

## Explosions hors des mines
Le grisou peut continuer à se dégager même une fois le charbon extrait de la mine.
Cela était particulièrement crucial pour les navires transportant du charbon, soit comme combustible, soit comme marchandise (charbonniers et minéraliers, dont certains propulsés à la voile). Les incendies et explosions dus au grisou ont été fréquents durant toute l'ère de la chauffe au charbon soit environ de 1850 à 1950.
Les règlements maritimes prescrivaient de ne mettre en soute le charbon qu'après une période de dégazage de plusieurs jours, mais ces règles étaient souvent ignorées pour des raisons économiques (rotation des navires, encombrement des postes à quai, etc.).
On cite le cas d'un voilier de la compagnie AD Bordes disparu corps et biens au large du cap Lizard dont on ne retrouva qu'une embarcation encore recouverte de son taud de protection.
Sur les navires à vapeur, un système de tuyaux débouchant dans les cales et les soutes à charbon était souvent prévu afin de saturer de vapeur d'eau la soute et d'enrayer les incendies. De nombreux navires à vapeur ont connu de tels incendies et explosions, le plus connu ayant été le Titanic, sans que l'on sache si l'incendie de la soute à charbon a ou non fragilisé la structure du navire[réf. nécessaire].
À bord des voiliers, le problème était plus ardu et les équipages étaient parfois contraints d'ouvrir les panneaux de cale et de pelleter jusqu'au cœur du foyer pour tenter de l'éteindre, comme ce fut le cas en 1893 pour le quatre mâts britannique Cedarbank.